# Emma (Award)
Die Emma ist der höchste finnische Musikpreis. Mit Ausnahme der Jahre 1988 bis 1990 wird er seit 1983 von Musiikkituottajat in verschiedenen Kategorien an bedeutende nationale Künstler verliehen. Die Gala anlässlich der Preisverteilung wird live im finnischen Fernsehen übertragen.
Im ersten Jahr waren es noch fünf Kategorien: bester männlicher Künstler (Miessolisti), bester weiblicher Künstler (Naissolisti), beste Band (Vuoden yhtye), bester Schlager (Vuoden iskelmä) und ein Ehren-Emma (Erikois-Emma), der damals an Juice Leskinen ging. Seither kamen jedoch immer neue Kategorien dazu. Bei der Verleihung am 10. März 2007 wurden bereits 19 Emmas für das Jahr 2006 vergeben.
Seit 2004 gibt es auch eine Kategorie für die beste ausländische Band bzw. den besten ausländischen Künstler, die allerdings durch das Publikum bestimmt wird. Die Emma in dieser Kategorie ging bisher zweimal an Iron Maiden (2004, 2006). Deutsche Bands, die mit diesem Award geehrt wurden, waren 2005 Rammstein, für die Jahre 2007 und 2009 Tokio Hotel und 2010 The Baseballs.